# Evangelische Kirche Meineringhausen

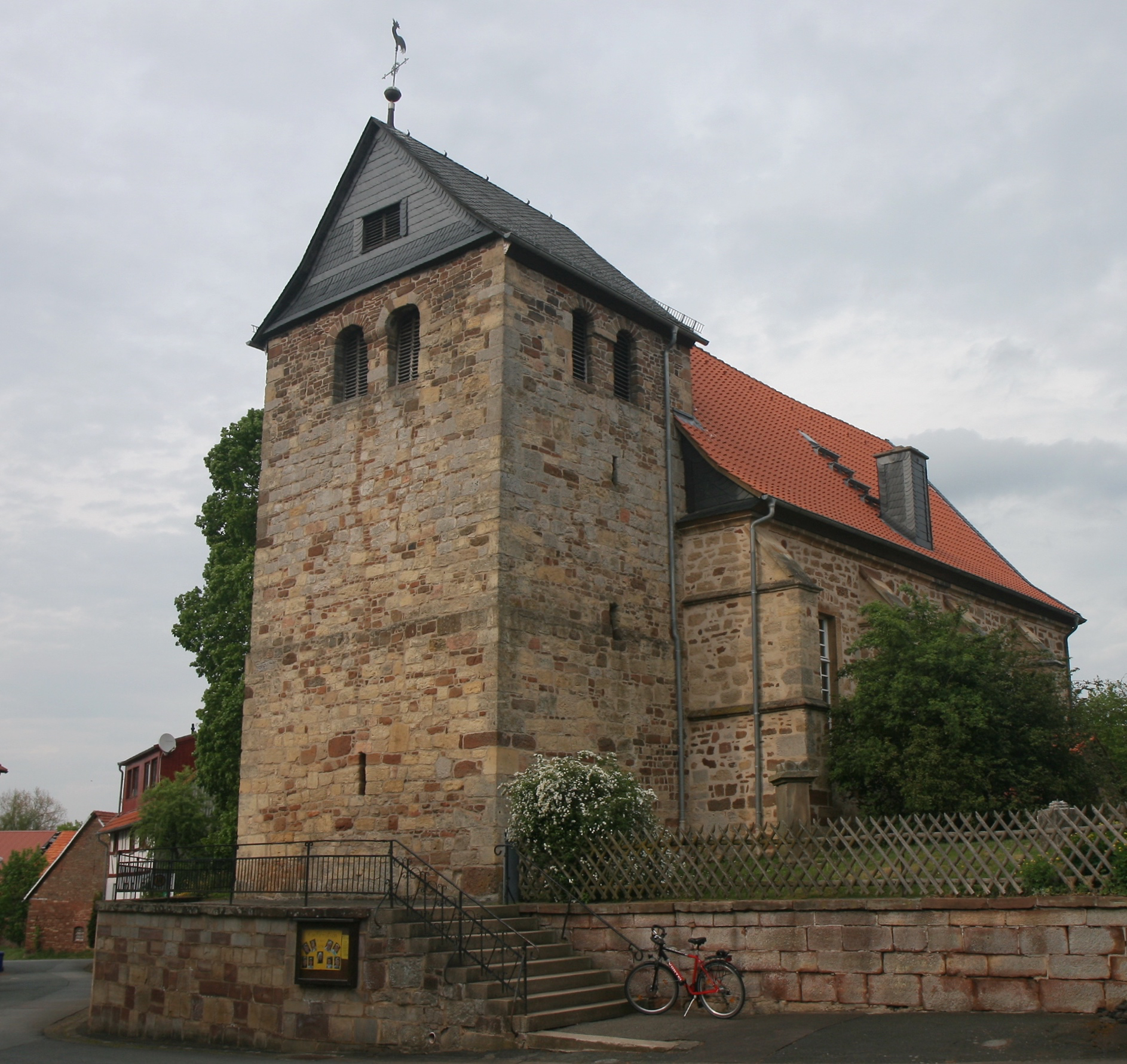
Kirche Meineringhausen

Die evangelische Kirche ist ein denkmalgeschütztes Kirchengebäude in Meineringhausen, einem Stadtteil der Kreisstadt Korbach im nordhessischen Landkreis Waldeck-Frankenberg. Sie befindet sich im alten Ortskern im Osten des Dorfs und besteht aus einem im Kern romanischen Turm an der Westseite und einem in den Jahren 1745–1755 errichteten Schiff mit drei Jochen und vier Strebepfeilern an jeder Seite sowie Dreiachtelschluss.

## Baugeschichte

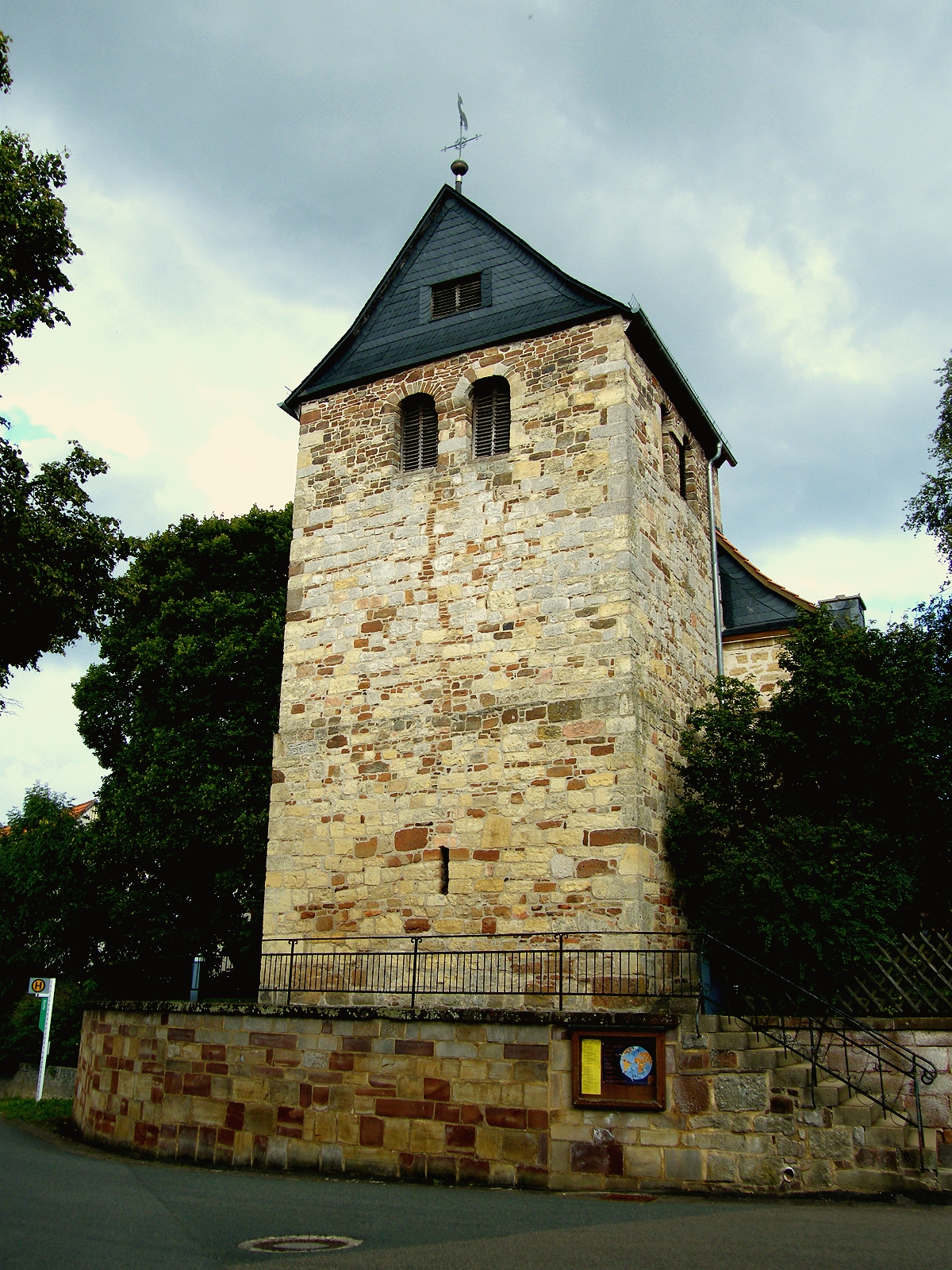
Der Kirchturm

Eine „ecclesie parochialis“ in Meineringhausen wurde in der Zeit von 1336 bis 1359 erstmals schriftlich erwähnt, aber ein Kirchenbau bestand vermutlich bereits seit dem 10. oder 11. Jahrhundert. Der heutige Bau, eine barocke Saalkirche, wurde um die Mitte des 18. Jahrhunderts errichtet, unter Verwendung älterer Teile. Die Grundsteinlegung wird auf den 18. Juni 1745 datiert, und nach einer über der Kirchentür in Stein gehauenen Inschrift wurde die Kirche 1755 vollendet. Älter als das Kirchenschiff ist der ins 17. Jahrhundert datierte, 15,5 m hohe Kirchturm, der den First des Kirchendachs nur um Weniges überragt.
In den Jahren 1995–2002 erfolgten eine umfassende Außensanierung des Mauerwerks von Kirchturm und Kirchenschiff sowie eine Neueindeckung des Daches. Der Turm erhielt eine neue Turmkugel auf seinem schiefergedeckten Satteldach. Um die Statik des Baus zu sichern, wurde der Dachstuhl saniert und die Fußpunkte der Sprengwerke wurden durch im Kirchenraum unter dem Deckengewölbe sichtbare Zugbänder gesichert. 2003/2004 folgte eine umfangreiche Innensanierung, einschließlich neuer Elektroinstallation und Einbau einer neuen Heizung.

## Innenausstattung
Der relativ große Altarraum mit Dreiachtelschluss im Osten enthält Altar, Kanzel und Taufstein. Kanzel, Kanzelaufgang und „Pfarrersitz“ sind aus Holz und stammen aus der Zeit des Kirchenneubaus. Der Taufstein aus Sandstein hat achtseitige Pokalform und stammt aus dem 17. Jahrhundert.
Der Altaraufsatz auf dem aus Sandsteinquadern bestehenden Unterbau wurde von dem Barockbildhauer und Bildschnitzer Josias Wolrat Brützel geschaffen, vermutlich in der Zeit zwischen 1679 und 1690. Die geringe Größe und die recht einfache und etwas steife Ausführung in Architektur und Schmuckwerk sprechen für eine frühe Entstehungszeit, es bestehen aber auch Ähnlichkeiten mit späteren Werken Brützels. Der durchbrochene Giebel mit Fruchtgehängen, Engelskopf und Strahlenkartusche sowie die Seitenteile mit geflügelten Engelsköpfen deuten bereits auf die Altaraufsätze in Fürstenberg und Neerdar hin, und die seitlich hintereinander stehenden Säulenpaare unter dem verkröpften Gebälk zeigen Anklänge an Brützels Werke in Kohlgrund und Nieder-Ense. Die auf den Giebelecken sitzenden Engel sind typisch für die barocken Altaraufsätze Brützels. Das zwischen den Säulen befindliche Bild, Öl auf Leinwand, mit der Darstellung der Kreuzigung Jesu stammt wohl erst aus dem 19. Jahrhundert. Der Altar selbst wurde Mitte des 19. Jahrhunderts überstrichen, aber 1946/1947 wurde die ursprüngliche Farbe bei Restaurierungsarbeiten freigelegt und der Altar in den ursprünglichen Farben neu gestaltet.
Auf der Empore gegenüber dem Altar steht die 1846 von dem Orgelbaumeister Jacob Vogt aus Korbach gebaute Orgel, das dritte Werkstück aus dessen 1845 gegründeten Werkstatt. Sie wurde 1989 von der Firma Orgelbau Böttner aus Frankenberg (Eder) überholt.
Koordinaten: 51° 15′ 15″ N, 8° 56′ 48″ O